# Isekai Shikkaku
Isekai Shikkaku (異世界失格) ist eine Mangaserie von Hiroshi Noda und Takahiro Wakamatsu, die seit 2019 auf der Internetplattform Yamaraka Spirits des Verlages Shōgakukan erscheint. Das Werk ist in den Genres Comedy, Dark Fantasy und Isekai zugeordnet und richtet sich an eine ältere, männliche Leserschaft.
Das Werk folgt einem namenlosen Schriftsteller, der nach einem Doppelsuizidversuch in eine Fantasywelt beschworen wird, um diese von dem herrschenden Dämonenkönig zu befreien. Dieser weigert sich jedoch, die Rolle des Helden anzunehmen und macht sich stattdessen auf der Suche nach seiner Liebsten, die er ebenfalls in dieser Welt vermutet, mit dem Ziel, den Liebestod zu vollenden.
Eine Anime-Produktion wurde im Jahr 2022 angekündigt. Diese lief zwischen Juli und September 2024 im japanischen Fernsehen und wurde außerhalb Japans unter dem Namen No Longer Allowed in Another World gezeigt.

## Handlung
Ein namentlich unbekannter Schriftsteller und seine Geliebte Sacchan wollen gemeinsam in den Liebestod gehen und sich in einem Fluss ertränken. Doch bevor es so weit kommt, erscheint aus dem Nichts ein LKW, der die beiden scheinbar überfährt und tötet.
Sensei, wie der Schriftsteller fortan genannt wird, muss aber schockiert feststellen, dass er keineswegs gestorben ist und sich stattdessen in der Fantasywelt Zauberberg wiederfindet. Er wurde von der Hochelfe Annette beschworen, um Zauberberg von der Tyrannei des Dämonenkönigs zu befreien. Sie muss allerdings feststellen, dass er scheinbar über keine besondere Kraft verfügt und ansonsten auch schwache Kampfwerte besitzt. Auch Sensei ist von seiner neuen Rolle als Held wenig begeistert und versucht, noch während Annettes Erklärungen, Suizid zu begehen, da er ohne seiner Liebsten keinen Lebenssinn verspürt.
Als er das durchtrennte Armbändchen betrachtet, kommt Sensei zu dem Schluss, dass sich Sacchan ebenfalls irgendwo in Zauberberg befinden muss und beschließt, die Welt nach ihr abzusuchen und gemeinsam mit ihr in den Tod zu gehen. Entgegen Annettes Rat, die sich aufgrund seiner schlechten Statuswerte sorgt, begibt sich Sensei auf die Suche nach Sacchan. Auf dem Weg begegnet er das Biestmenschenmädchen Tama, die von einem lebenskraftsaugenden Monster gefangen wurde und bittet Sensei um Hilfe. Dieser wird jedoch schnell selbst von dem Monster gefangen. In der Hoffnung zu sterben verzichtet er auf jegliche Gegenwehr. Er muss jedoch feststellen, dass er seine Gegner auf passive Art vergiften und besiegen kann, wodurch sein Tod abermals durchkreuzt wird. Sensei und Tama begeben sich zurück an den Ort, wo Sensei beschworen wurde. Annette beschließt, die beiden auf ihrer Reise zu begleiten.
Während ihrer Reise erfahren sie, dass andere in die Welt gerufene „Andersweltler“ den Dämonenkönig gestürzt und dessen Position eingenommen haben. Diese drohen nun, Zauberberg ins Chaos zu stürzen.

## Figuren
Sensei (センセー)
Ein namentlich nicht genannter Schriftsteller, der mit seiner Geliebten in den Liebestod gehen wollte. Er wird jedoch kurz vor der Vollstreckung des Doppelsuizids als Held nach Zauberberg beschworen.
Sein unglaubliches großes Pech, nicht erfolgreich sterben zu können, verursacht bei ihm stetig Kopfschmerzen. Sein persönliches Unglück sorgt dafür, dass die Menschen um ihn herum, Glück erfahren.
Seine besondere Kraft, Geschichtenschreiber, besitzt mehrere Effekte, die basierend auf seine geschriebenen Geschichten ausgelöst werden. Eine davon ist die Fähigkeit, beschworene Menschen, in ihre Welt zurückschicken zu können.
Annette (アネット, Annetto)
Eine Hochelfe und ehemalige Priesterin. Sie hat Sensei nach Zauberberg beschworen. Sie ist schockiert, dass Sensei die Rolle des Helden nicht ausführen will. Später sorgt sie sich um dessen Wohlbefinden und beschließt, sich seiner Abenteurergruppe anzuschließen und ihren Beruf als Priesterin an den Nagel zu hängen.
Tama (タマ)/
Matilda (マチルダ,  Machiruda)
Ein junges Mädchen vom Stamm der Biestmenschen mit katzenähnlichen Erscheinungsbild (Katzenohren und Schweif). Sie brachte sich selbst Martial Arts bei und streift als Abenteuerin durch Zauberberg.
Ihr wahrer Name ist Matilda und ist in Wirklichkeit Prinzessin der Biestmenschen. Ihren Namen Tama erhielt sie von Sensei und seither ist dies ihr Rufname innerhalb der Gruppe.
Nir (ニア, Nia)
Ein Waisenjunge, der in seiner Vergangenheit „Andersweltler“ betrogen hat, um sein Überleben zu sichern. Er ändert sich, nachdem er von Sensei vor einer Gruppe Andersweltler gefangen genommen wurde, die er in der Vergangenheit über den Tisch gezogen hatte.
Er schließt sich daraufhin als Krieger Senseis Gruppe an und nutzt in Gefechten das Breitschwert seines Vaters.
Melos (メロス, Merosu)
Melos ist Annettes Dämonenhaustier, der Gefallen an Sensei gefunden hat und sich mit ihm anfreundet. Melos kann sich in unterschiedlichste Gegenstände verwandeln.
Sacchan (さっちゃん)
Senseis Geliebte, die mit ihm in den Tod gehen wollte, bevor sie nach Zauberberg beschworen wurden. Sie ist Mitglied der Gruppe „Andersweltler“, die den dunklen Herrscher stürzten und seither diese Welt tyrannisieren. Die Gruppe nennt sich „Die gefallenen Engel“.
Waldelia (ウォーデリア, Wōdelia)
Sie ist die Tochter des gestürzten dunklen Herrschers. Sie hat einen Hass auf die beschworenen Helden entwickelt und geschworen sich an diesen zu rächen, allen voran die Gruppe, die ihren Vater besiegten.

## Medien

### Mangaserie
Gestartet wurde die Geschichte vom Mangaka Hiroshi Noda, der die Geschichten schreibt, sowie vom Illustrator Takahiro Wakamatsu. Das erste Kapitel wurde am 2. Oktober 2019 auf der Internetplattform Yawaraka Spirits des Verlages Shōgakukan veröffentlicht. Das Duo Noda/Wakamatsu erarbeiteten bereits in der Vergangenheit gemeinsam die Mangaserien Love After World Domination und Ningyohime no Gomen ne Gohan.
Shōgakukan veröffentlichte den ersten physischen Mangaband am 10. April 2020 im Tankōbon-Format. Bis zum 28. Juni 2024 wurden elf Bände der Reihe in Japan herausgegeben. In englischer Sprache erscheint der Manga seit dem 3. Januar 2023 beim US-amerikanischen Verleger Seven Seas Entertainment. Im südostasiatischen Raum erscheint das Werk bei Shōgakukan Asia. Weitere Übersetzungen fanden in französischer und polnischer Sprache statt.
Der Titel der Mangareihe ist eine Anspielung auf den japanischen Schriftsteller Osamu Dazai und dessen Werk Gezeichnet, welches in Originalsprache unter dem Titel Ningen Shikkaku (人間失格, auf Deutsch etwa: Als Mensch disqualifiziert) erschien.
| Band | Veröffentlichung (Japan) | ISBN (Japan)            |
| ---- | ------------------------ | ----------------------- |
| 1    | 10. April 2020           | ISBN 978-4-09-860560-6. |
| 2    | 10. Juli 2020            | ISBN 978-4-09-860650-4. |
| 3    | 12. Oktober 2020         | ISBN 978-4-09-860747-1. |
| 4    | 12. Februar 2021         | ISBN 978-4-09-860847-8. |
| 5    | 12. Juli 2021            | ISBN 978-4-09-861104-1. |
| 6    | 12. Januar 2022          | ISBN 978-4-09-861274-1. |
| 7    | 12. Juli 2022            | ISBN 978-4-09-861377-9. |
| 8    | 10. November 2022        | ISBN 978-4-09-861534-6. |
| 9    | 12. Juni 2023            | ISBN 978-4-09-861832-3. |
| 10   | 9. Februar 2024          | ISBN 978-4-09-862743-1. |
| 11   | 28. Juni 2024            | ISBN 978-4-09-862884-1. |

### Anime-Produktion
Am 10. Juli 2022 wurde die Produktion einer Anime-Fernsehserie bestätigt. Diese entstand unter der Regie von Shigeki Kawai im Animationsstudio Atelier Pontdarc. Das Drehbuch stammt aus der Feder von Yasuhiro Nakanishi. Das Charakter- bzw. Monsterdesign wurde von Tomoshige Inayoshi, Asako Inayoshi und Kenji Terao entworfen, während Kenichirō Suehiro die Serienmusik komponierte.
Die Serie wurde zwischen dem 9. Juli 2024 und dem 24. September 2024 im japanischen Fernsehen gezeigt. International zeigte Crunchyroll die Serie unter dem Namen No Longer Allowed in Another World im Originalton mit Untertiteln im Simulcast, darunter auch mit deutschen Untertiteln.
Die Vorspannsequenz ist musikalisch mit dem Lied Shura Nikki (修羅日記 „Shura-Tagebuch“) von Kashitarō Itō unterlegt, während im Abspann das Stück Sayonara, Subarashiki Sekai yo (さよなら、素晴らしき世界よ) von Mayu Maeshima zu hören ist.

## Synchronisation
| Rolle        | Japanische Stimme (Seiyū) |
| ------------ | ------------------------- |
| Sensei       | Hiroshi Kamiya            |
| Annette      | Rumi Ōkubo                |
| Tama/Matilda | Sayumi Suzushiro          |
| Nir          | Makoto Koichi             |
| Melos        | Hina Kino                 |
| Sacchan      | Reina Ueda                |
| Waldelia     | Aoi Yūki                  |

## Rezeption
Im Jahr 2020 war Isekai Shikkaku einer der Nominierten in der Web-Manga-Kategorie für den Next Manga Award (次にくるマンガ大賞 Tsugi ni Kuru Manga Taishō) des japanischen Da-Vinci-Magazins des Verlages Kadokawa Shoten.
Leonard Fougère, der den ersten Band des Manga in französischer Sprache für die Plattform IGN Entertainment besprach, sah Ähnlichkeiten zwischen dem namenlosen Protagonisten und dem japanischen Schriftsteller Osamu Dazai. Zum Werk selbst schrieb er, dass das Setting eine typische Isekai-Geschichte darstelle. Seine Originalität, so Fougère, liege aber im Hauptcharakter, der gegen seinen Willen in die Welt gerufen wurde und kein Held sein will, sondern lediglich seine Geliebte suchen will, um das was sie angefangen haben, zu beenden. Auch wenn das Suizid-Motiv als komödiantisches Mittel genutzt werde und manchen Leser abstoßen könne, ist es gerade der zynische Charakterer und dessen permanenter Wunsch nach Erlösung, die Sensei zu einem originellen und lustigen Protagoniste mache.
Die Pilotfolge der Anime-Produktion wurde in der Kolumne Anime Preview Guide von mehreren Redakteuren der Nachrichtenplattform Anime News Network und gemischt bis negativ wahrgenommen. James Beckett und Caitlin Moore, die mit dreieinhalb von fünf möglichen Punkten die beste Bewertung vergaben, lobten unter anderem die Nutzung von schwarzem Humor. Richard Eisenbeis hingegen ging mit dem humoristischen Aspekt härter ins Gericht und verglich diesen mit Sayonara, Zetsubō-Sensei, wobei er den komödiantischen Aspekt bei Zetsubou-sensei als tiefergehend beschrieb, während dieser in No Longer Allowed in Another World als „oberflächlich“ bezeichnet wurde. Nicholas Dupree und Rebecca Silverman, die mit eineinhalb bzw. zwei Punkten die schlechtesten Wertungen vergaben kritisierten die Nutzung von Dazais Charakterzügen als Comedy-Motiv scharf. Zudem wurde eine Szene, in der ein Mädchen von einem Monster attackiert wurde als sexistisch eingestuft.